# 罗伯特·R·索卡尔
罗伯特·R·索卡尔（1926年1月13日—2012年4月9日）是一位奧地利犹太裔美国人类学家、生物統計學家和昆虫学家，石溪大学榮譽退休教授，美国国家科学院和美国文理科学院院士。